# Lijst van burgemeesters van Arcen en Velden
Dit is een lijst van burgemeesters van de voormalige Nederlandse gemeente Arcen en Velden in de provincie Limburg. Per 1 januari 2010 hoort Arcen en Velden bij de gemeente Venlo.
| Ambtsperiode                       | Naam burgemeester                              | Partij of stroming | Bijzonderheden                            |
| ---------------------------------- | ---------------------------------------------- | ------------------ | ----------------------------------------- |
|                                    | Matheus Hafmans (Arcen) / Jean Haenen (Velden) |                    | Agent Municipal tijdens de Franse tijd    |
| 1816 - 1825                        | J. van Deelen                                  |                    |                                           |
| 1825 - 1836                        | Pieter (P.C.) Hafmans                          |                    |                                           |
| 1836 - 1866                        | Joannes Theodorus van den Bergh                |                    |                                           |
| 1866 - 1918                        | Gerardus Joannes Derckx                        |                    |                                           |
| 1918 - 1919                        | L. de Lang Evertsen                            |                    |                                           |
| 1919 - 1923                        | M.W.J. Coenders                                |                    | later burgemeester van Tegelen en Sittard |
| 1923 - 1 augustus 1960             | Pierre (P.H.) Gubbels                          |                    |                                           |
| 1960 - 1974                        | Wim (W.P.G.) Linders                           | KVP                |                                           |
| 16 januari 1974 - 1 september 1986 | Rie (M.H.G.) van Soest-Jansbeken               | KVP/CDA            |                                           |
| september 1986 - juli 1994         | Bert (E.A.) Mooren                             | CDA                |                                           |
| 8 juli 1994 - 1 januari 2001       | Léon (L.J.P.M.) Frissen                        | CDA                |                                           |
| 8 januari 2001 - 1 juni 2001       | Joke (J.W.) Kersten                            | PvdA               | waarnemend                                |
| 1 juni 2001 - 28 augustus 2006     | Fons (A.H.M.J.) Tans                           | PvdA               |                                           |
| 28 augustus 2006 - 1 januari 2007  | Pieter (P.) van der Zaag                       | CDA                | waarnemend                                |
| 1 januari 2007 - 31 december 2009  | Fons (A.H.M.J.) Tans                           | PvdA               |                                           |